# فرودگاه ملی یوآنینا
فرودگاه ملی یوآنینا (به انگلیسی: Ioannina National Airport) یک فرودگاه همگانی با کد یاتا IOA است که یک باند فرود آسفالت دارد و طول باند آن ۲۴۰۰ متر است. این فرودگاه در شهر یوآنینا کشور یونان قرار دارد و در ارتفاع ۴۷۵ متری از سطح دریا واقع شده‌است.

## شرکت‌های هواپیمایی و مقصدهای پروازی
| شرکت‌های هواپیمایی                   | مقصدهای پروازی                                                                 |
| ----------------------------------- | ------------------------------------------------------------------------------ |
| المپیک ایر                          | آتن                                                                            |
| المپیک ایر اجرا توسط ایجین ایرلاینز | آتن                                                                            |
| Danish Air Transport                | چارتر فصلی: کپنهاگ ( ends ۱۶ اکتبر ۲۰۱۷)                                       |
| Small Planet Airlines               | چارتر فصلی: کپنهاگ (آغاز از ۴ ژوئن ۲۰۱۸),استکهلم-آرلاندا (آغاز از ۴ ژوئن ۲۰۱۸) |